# Lucas Zelarayán
Lucas Manuel Zelarayán (ur. 20 czerwca 1992 w Córdobie) – ormiański piłkarz pochodzenia argentyńskiego występujący na pozycji ofensywnego pomocnika, reprezentant kraju, od 2023 roku zawodnik saudyjskiego Al-Fateh SC.

## Kariera klubowa
Zelarayán pochodzi z miasta Córdoba (wychowywał się w dzielnicy Residencial Oeste) i swoją karierę piłkarską rozpoczynał w tamtejszych młodzieżowych drużynach Las Estrellas, Universitario i Atalaya. W lipcu 2008 dołączył do akademii juniorskiej lokalnego klubu Belgrano de Córdoba, zaś do pierwszego zespołu został włączony jako dziewiętnastolatek przez szkoleniowca Ricardo Zielinskiego. Pierwszy mecz rozegrał w niej 25 kwietnia 2012 z Rosario Central (1:2) w krajowym pucharze (Copa Argentina), lecz na debiut w argentyńskiej Primera División przyszło mu czekać do 1 marca 2013, kiedy to wystąpił w przegranym 0:2 spotkaniu z Newell's Old Boys. Premierowego gola w najwyższej klasie rozgrywkowej strzelił 6 kwietnia 2014 w wygranej 2:1 konfrontacji z River Plate, zaś już cztery miesiące później został podstawowym zawodnikiem formacji ofensywnej. Szybko okazał się czołowym graczem swojego zespołu i rewelacją rozgrywek, nie odniósł jednak z Belgrano poważniejszych sukcesów.
Wiosną 2016 Zelarayán za sumę pięciu milionów dolarów przeniósł się do ówczesnego mistrza Meksyku – ekipy Tigres UANL z siedzibą w Monterrey. W tamtejszej Liga MX zadebiutował 10 stycznia 2016 w przegranym 0:1 meczu z Tolucą, zaś po raz pierwszy wpisał się na listę strzelców 5 lutego tego samego roku w wygranym 3:1 pojedynku z Chiapas. W 2016 roku dotarł z Tigres do finału najbardziej prestiżowych rozgrywek Ameryki Północnej – Ligi Mistrzów CONCACAF.
| Sezon     | Klub                | Kraj      | Rozgrywki        | Mecze | Bramki |
| --------- | ------------------- | --------- | ---------------- | ----- | ------ |
| 2012/2013 | Belgrano de Córdoba | Argentyna | Primera División | 8     | 0      |
| 2013/2014 | Belgrano de Córdoba | Argentyna | Primera División | 18    | 1      |
| 2014      | Belgrano de Córdoba | Argentyna | Primera División | 19    | 4      |
| 2015      | Belgrano de Córdoba | Argentyna | Primera División | 30    | 5      |
| 2015/2016 | Tigres UANL         | Meksyk    | Liga MX          |       |        |